# Keramika
Keramika dolazi od starogrčke riječi keramikos (grčki: κεραμικός), a ona je označavala glinu za lončarske predmete. Podrijetlo pojma "keramike tehne" također se izvodi iz grčkog jezika, što znači pečenje gline. Povijesno, znači proizvodnju posuđa, građevnog materijala i drugih proizvoda od gline, dobivenih pečenjem pri visokoj temperaturi – keramika u tradicionalnom smislu.
Keramički materijali danas su složeni kemijski spojevi, koji sadržavaju nemetalne tvari i anorganske elemente. Konačna fizikalna i kemijska svojstva koja imaju pokrivaju široko područje i dobivaju se termičkom obradom ili prešanjem – keramika u suvremenom smislu.

Keramički materijali imaju široku primjenu; od izrade građevinarskih opeka, crjepova, sanitarne opreme, alata za rezanje metala, vatrostalnih obloga ložišta, vjetrobrana i stakala vozila, svjećica motora, dielektrika kondenzatora, senzora, magnetnih memorija. I svemirska letjelica Space Shuttle ima toplotnu izolaciju od 25 000 lakih poroznih keramičkih pločica, koje joj štite aluminijsku oplatu od prekomjernog grijanja pri prolazu letjelice velikom brzinom kroz Zemljinu atmosferu. 

## Svojstva
Zbog svojih ionskih i kovalentnih veza, keramika je obično tvrda, krta, ima visoku temperaturu taljenja, nisku električnu i toplinske vodljivosti, dobru kemijsku i toplinsku stabilnost i visoku tlačnu čvrstoću.
Keramike mogu biti jednostavni monofazni materijali ili složeni materijali. Najčešći tip monofazne keramike su aluminijev oksid Al2O3 i magnezijev oksid MgO. Složeni (višeslojni) keramički materijali su kordierit (magnezijijev alumosilikat), forsterit (magnezijijev silikat). Prema makrostrukturi postoje tri tipa keramike: kristalična sa staklenom matricom, kristalična (nekad se naziva holokristalna) i stakla.

## Tradicionalna keramika
Tradicionalni se keramički proizvodi dijele u grubu keramiku (u koju se ubrajaju: opeke, crijep, glinene cijevi i drugi građevni elementi od gline) i finu keramiku, koja obuhvaća proizvode čiste i primijenjene umjetnosti modelirane u glini.
Tradicionalne keramike i njihovi proizvodi:
-posuđe i sanitarije: tanjuri, keramičke pločice, sanitarni uređaji…

-masivni glineni proizvodi: kanalizacijske i odvodne cijevi, cigle, lončarija…

-vatrostalni materijali: cigle, cementi, talionički lonci i druga lončarska roba…

-građevinski materijali: od vlakana do abrazivnih materijala, različite cigle, žbuke, betoni…

-stakla: veliki broj različitih proizvoda i vrlo različitih primjena…

-abrazivi: brusni papir i diskovi, pjeskarenje…

## Moderne keramike i njihove primjene
Keramički su materijali veoma važni za suvremene tehnologije, pri čemu se tradicionalne keramike sve više zamjenjuju tzv. modernim keramikama. Pod pojmom moderne keramike u literaturi se susreću i drugi nazivi, kao npr.: tehničke, specijalne i fine keramike.

Neki znanstvenici smatraju da će 2020.g. oko 50% svjetskog tržišta svih vrsta keramika otpadati na moderne keramičke proizvode. Tomu nije razlog samo stalni porast zahtjeva za novim keramikama na području elektronike, već i usavršavanje postojećih keramika i staklokeramika temeljenih na silicijevu tetrakarbidu (Si3C4), silicijevu karbidu (SiC) i cirkonijevu oksidu (ZrO2).

Najpoželjnija svojstva modernih keramika za primjenu u strojarstvu su: visokotemperaturna izdržljivost, korozijska otpornost i velika otpornost na mehaničko habanje.
-elektronika: podloge i ambalaža za poluvodičke elemente, tijela valovoda, feriti, kondenzatori, senzori…

-svemirska, avio i auto industrija: ventili, mlaznice, turbine, prirubnice…

-visokotemperaturni konstrukcijski materijali: moderni vatrostalni materijali, izmjenjivači topline…

-medicina: biokeramika, implantati…

-nuklearna tehnologija: nuklarna goriva (elementi), imobilizacija visokoradioaktivnog otpada…

-različite primjene: alati za rezanje, magneti, materijali otporni na habanje, otpička vlakna, strojno obradiva keramika…

### Keramike temeljene na aluminijevu oksidu
Al2O3 – MgO keramike. Ovaj tip keramike ima mnoge prednosti u odnosu na klasičnu keramiku temeljenu na aluminijevu oksidu, posebno s obzirom na fizikalna svojstva. Utvrđeno je, naime da magnezijev oksid dodan u maloj količini aluminijevu oksidu znatno mijenja strukturu keramike i bitno poboljšava sinterabilnost aluminijeva oksida u prahu. To omogućuje proizvodnju keramike visoke gustoće i točno određene veličine zrna. Dodatkom magnezijeva oksida može se kontrolirati mikrostruktura aluminijeva oksida različite kemijske čistoće. Primjerice Al2O3 – MgO keramike vrlo su različite. Upotrebljavaju se, na primjer, kod vatrostalnih proizvoda, u elektronici, kao abrazivna zrna itd.
Magnezijev aluminat (MgAl2O4) predstavlja stabilan materijal s izrazitim vatrostalnim značajkama. Posebno je važan kao zaštita prevlaka na različitim podlogama. Mikrostruktura magnezijeva aluminata, slično kao i u ostalih keramika, u velike određuje njegova uporabna svojstva. Moguće ga je dobiti na nekoliko načina, primjerice izravnom reakcijom između magnezijeva i aluminijeva oksida ili sol-gel postupkom.
Mulit je jedina kristalna faza u aluminosilikatnom sustavu, stabilna pri različitim temperaturama kod atmosferskog tlaka. Kristalizira u rompskom sustavu, a kemijski mu se sastav mijenja od 3 Al2O3 x 2 SiO2 do 2 Al2O3 x 2 SiO2. Jedino nalazište prirodnog mulita nalazi se na otoku Mull (u blizini zapadne obale Škotske), po čemu je i dobio ime.

Danas se mulit mnogo primjenjuje u svim granama industrije gdje je potrebna otpornost prema visokim temperaturama, kao što su: metalurgija, indutrija cementa, staklarska i keramička industrija. Predviđa se da će se mulit kao suvremena keramika u bliskoj budućnosti rabiti za obloge bridova na avionima i svemirskim letjelicama, za obloge komora za sagorijevanje u mlaznim i raketnim motorima te mlaznice raketnih i mlaznih motora itd.
Mulit se osim izravnom reakcijom između čistog aluminijeva oksida (Al2O3) i čistog kremena (SiO2) – čime se dobiva čisti mulit, može sintezirati i iz prirodnih materijala (glina, kaolin, boksit) koji sadrže i nečistoće (različite okside željeza, kroma, titana, cirkonija, galija, magnezija, kalcija, natrija, kalija ili volframa). Navedene nečistoće mogu se u točno određenim količinama dodati prema potrebi u reakcijsku smjesu da bi se ciljano poboljšala svojstva mulita.

Osim navedenim postupcima mulit se može dobiti i sol-gel postupkom.
Naime, posljednjih se godina provode vrlo intenzivna istraživanja u svrhu razvoja postupaka sinteze keramika, stakla i kompozitnih materijala sol-gel postupkom zbog značajnih prednosti ovog postupka u odnosu na klasične postupke sinteze.

Velika specifična površina osušenih gelova uzrokom je velikoj reaktivnosti sastojaka. Sol-gel postupci omogućuju kemijsku homogenost materijala na molekulskoj razini. Budući da proces usitnjavanja polaznih sirovina nije neophodan, mogu se dobiti produkti izuzetne čistoće.

## Specijalne oksidne keramike
Potražnja za specijalnim oksidnim keramikama svakim danom je sve veća jer je razvoj novih tehnologija uvjetovan pojavom novih materijala. Pri samom vrhu na liste traženih materijala, nalaze se upravo „specijalne“ oksidne keramike budući su im glavne primjene u industriji keramičkih pločica, elektroničkoj tehnologiji te industriji specijalnih alata i strojeva.

Uporabna svojstva oksidne keramike uvelike ovisi o veličini osnovnih čestica, njihovu obliku i površinskoj aktivnosti. Uloga površine čestice u stvaranju keramike lako je shvatljiva ako se zna da se u 1 cm-3 keramike ostvaruje oko 1015 međučestičnih kontakata.
U keramici se uloga kompozitnih materijala može pratiti na primjeru razvoja piezoelektričnih oksidnih keramika. Na primjer, početkom 1940.g. otkriveno je da barijev titanat ima feroelektrična svojstva, a krajem iste godine otrkiveno je da je keramika barijeva titanata bolji piezoelektrik od monokristala, na primjer kvarca. Time je otvoreno novo područje u elektroničkoj tehnologiji jer je piezoelektričnu keramiku lakše proizvesti nego monokristale određenog materijala, a da i ne govorimo o ekonomičnosti procesa, koji zasigurno ide u prilog piezoelektričnih keramika.

### Silicijev nitrid (Si3N4), silicijev karbid (SiC) i Si-Al-oksinitrid
Kombinacija dobrih mehaničkih, termičkih i termomehaničkih svojstava uvjetuje da je silicijev nitrid jedan od najperspektivnijih materijala. Uz visoku čvrstoću pri visokoj temperaturi, otpornosti na nagle temperaturne promjene, uz nizak koeficjent termičke ekspanzije i relativno dobru otpornost na oksidaciju, silicijev nitrid se može upotrebljavati za izradu raznih dijelova motora s unutarnjim izgaranjem (dijelovi ventila, prirubnice, cilindri itd.).

Uz nitride (silicijev, titanov, borov), zatim oksinitride i karbonitride, među najkvalitetnije materijale za iradu keramika za razne alate ubrajaju se i razni karbidi (WC, TiC, VC, CrC, NbC, MoC, TaC i SiC-iglice).

Visokotemperaturno otporne keramike (posebno silicijeva karbida) rabe se u proizvodnji izmenjivača topline raznih oblika, veličine i namjene. Glavna prednost u odnosu na klasične izmjenjivače topline jest da se povišenjem temperature fluida, povećava radna učinkovitost stroja.
Uz već navedene uporabe, visokotemperaturne keramike najčešće se rabe kao vatrostalni materijali. Budući da je razvoj vatrostalnih materijala u stalnoj ekspanziji, uobičajen materijali. Budući da je razvoj vatrostalnih materijala u stalnoj ekspanziji, uobičajeni materijali (MgO, Al2O3, silikati itd.) sve više se zamjenjuju modernim kompozitnim materijalima koji sadrže neke od karbidnih (SiC), nitridnih (Si3N4), BN, AlN) ili miješanih komponenti koje uključuju ugljik (npr. Al2O3 – C, MgO – C, Zr2O3 – C).

### Staklokeramika (vitrokeramika)
Kristalizacija je nekada bila jedna od najčešćih smetnji u proizvodnji stakla. U novije je vrijeme usmjerena kristalizacija u staklu obilježila čitav niz novih materijala vrlo specifičnih svojstava. Takva keramika, koja ne nastaje uobičajenim procesima pečenja keramičkih materijala, uz samo djelomično taljenje nekih komponenata, naziva se staklokeramika ili vitrokeramika.

Staklokeramika se oblikuje još u stanju običnog stakla uobičajenim postupcima staklarske tenologije. Da bi se provela kontrolirana kristalizacija, potrebno je da odjednom nastane velik broj jezgara kristalizacije, jednolično raspodijeljenih po cijelom volumenu staklenog predmeta. O sastavu staklene taljevine, kao i o temperaturi i vremenu trajanja toplinske obradbe (žarenju), ovisi udio stvorene kristalne faze. Velik broj jezgara kristalizacije razlog je nastanku velikog broja vrlo malih kristalića (promjera 0,1 – 1,0 mm).

Osnovna prednost staklokeramike leži u mogućnosti da se konačnom proizvodu može dati željeni oblik, koji se inače postiže staklarskom obradom. Staklokeramika je s koeficjentom termičkog rastezanja oko nule vrlo otporna na temperaturne promjene, pa se rabi za izradu kuhinjskog posuđa, gornjih ploča štednjaka, raznih cijevi, ventila, ali i za izradu implantata s kojima se zamjenjuju dijelovi ljudskih kostiju.

Pogodnim izborom sastava smjese može se načiniti keramika koja je najsličnija prirodnoj kosti. Keramika je omogućila korištenje viših radnih temperatura u motorima s unutrašnjim izgaranjem. Od keramike silicijevih proizvode ventil za automobilske motore. Njihove su prednosti velike jer keramički dijelovi prianjaju bolje od metalnih, čime se bitno poboljšava izgaranje goriva i smanjuje ispuštanje štetnih plinova. Osim toga, keramički se dijelovi kližu 40% bolje od dosadašnjih, pa se motor pokreće lakše i bitno tiše od onih s metalnim dijelovima. Vrijeme keramike tek dolazi.
Pločice od staklokeramike imaju glatku površinu bez pora, otporne su na djelovanje kemikalija i mogu se rabiti u temperaturnom području od -200°C do +700°C. Zato se danas sve više upotrebljavaju pri zagrijavanju kao zamjena za azbestne mrežice i glinene trokute.
Gornje ploče suvremenih štednjaka izrađene su od staklokeramike.

## Povijest i razvoj keramike
Razvoj keramike možemo pratiti od paleolita, i pojave najstarijih kultura, iz paleolitskog lončarstva razvila se današnja suvremena keramika.

Keramički su proizvodi sastavni dio čovjekova života tisućama godina. Još su poznate stare civilizacije ovladale tehnologijom izrade crijepa i opeke, posuđa od pečene gline, ukrasnih vaza, pločica itd. Najveći dio podataka o starim civilizacijama i trgovačkim putevima arheologija crpi upravo iz materijalnih dokaza u obliku različitih keramičkih proizvoda iz tog vremena.
Danas poznajemo različite vrste fine keramike:
- terakota,
- fajansa,
- majolika,
- kamenin,
- porculan, itd.

Dobiju se promjenom sastava smjese i temperature pečenja te primjenom različitih vrsta cakline (boja, emajl).

## Glina
Glina pripada skupini hidratiziranih alumosilikata pomiješanih u prirodi s kvarcnim pijskom, vapnencem i željezovim oksidima. Sve vrste gline imaju: svojstvo upijanja velikih količina vode (80%), plastičnost, ljepljivost, stezanje pri sušenju i zadržavanja oblika nakon žarenja.

Veliku skupinu silikata koji izgrađuju Zemljinu koru čine glinenci, primjerice ortoklas (K[AlSi3O8]), albit (Na[AlSi3O8]) i anortit (Ca[Al2Si2O8]). Oni se djelovanjem atmosferilija raspadaju. Topljive natrijeve i kalijeve spojeve koji pritom nastaju odnosi voda, a na mjestu nekadašnjih stijena talože se u vodi netopljivi sastojci. Najvažniji od tih sastojaka je mineral kaolinit (Al2Si2O5(OH)4). Ako su naslage čiste, radi se o glini kaolinu, koji zovemo i porculanska zemlja, jer se rabi za izradu porculana. Kaolin koji je onečišćeni s vrlo malo primjesa nazivamo lončarska glina, dok glinu koja sadrži znatne količine kvarcnog pijeska, željezova oksida, vapnenca i drugih primjesa nazivamo ilovača. Ona se rabi u lonačrstvu i kiparstvu te za proizvodnju opeka i crijepa.

Glinene pločice bile su podloga za pisanje u Babilonu i Asiriji, a i u Grčkoj.

## Porculan
Porculan je najplemenitija keramička roba. Posebno mjesto u proizvodnji porculana pripada Kinezima koji su proizvodili porculanske predmete izvrsne kakvoće već u 6.st. U Europi je proizvodnja porculana počela tek u 17.st. Porculanski predmeti dobivaju se pečenjem smjese kaolina, kvarca i glinenca i na kraju pocaklivanjem. Od porculana se izrađuju razni servisi za jelo, vaze, kao i drugi ukrasni predmeti za kućanstvo. Rabi se i u kemijskim laboratorijima za lončiće i zdjelice, a u elektrotehnici kao izolacijski materijal.

Proces tradicionalne keramičke proizvodnje obuhvaća; pročišćavanje gline izmuljivanjem (samo za finije proizvode); pripremu smjese od gline, pijeska, glinenca i vode; ručno ili strojno oblikovanje dobivenog tijesta; sušenje predmeta i, ako je potrebno, pokrivanje glazurom uz ponovno pečenje.
Čistoća sirovina, sastav smjese i temperatura pečenja različiti su za različite proizvode.
Razlikuju se sirovine za keramiku i porculan, a vrlo su slični proizvodni procesi. Sirovina za izradu porculana je mješavina plemenitih materijala iznimne čistoće, dok je kod keramike dozvoljena određena količina nečistoća, pa se ona koristi kod proizvodnje posebne opeke. Porculan je plemenit, čist i bijel. Mora biti proziran, stoga i sirovina mora biti čista i profinjena.

## Glazura
Glazura popularno nazvana pocaklina, obično pokriva samo površinu proizvoda. Kod porculana glazura natapa cijelu smjesu, pa je porculan prozračan za svjetlost.

Boje se nanose na keramiku prije glazuriranja ili na glazuru i u nju zatale ponovnim pečenjem.

## Zanimljivosti
- Za kočenje velikih masa pri velikim brzinama kretanja potrebno je imati kvalitetne kočnice koje se izrađuju od novih keramičkih materijala. Kočnice od keramičkih materijala imaju nekoliko puta veću snagu kočenja od čeličnih kočnica, zbog prianjanja dva različita kemijska materijala.

## Vanjske poveznice
- Informacije o keramici, keramički studio Prag  Arhivirana inačica izvorne stranice od 4. svibnja 2009. (Wayback Machine)
- Advanced Ceramics – Razvoj, Podjela, Osobine, Izrada, Pečenje, Završna obrada i oblikovanje keramike (na engleskom)
- Keramika Hrvatska tehnička enciklopedija, portal hrvatske tehničke baštine. LZMK